# Bernat Oliver
Bernat Oliver (Valencia, finales del siglo XIII - Tortosa, Bajo Ebro, 1348) fue un teólogo y religioso agustino natural de la ciudad de Valencia que encabezó varios obispados de la Corona de Aragón. El rey Pedro el Ceremonioso afirma en su Historia que era uno de los mejores maestros en teología que tuvo el mundo en su tiempo. 

## Biografía
Se doctoró en teología por la Universidad de París, y explicó las Sentencias de Pedro Lombardo en Valencia. Hacia 1320 fue nombrado prior del convento agustino de esta ciudad, y en 1329 fue provincial de la orden. Durante los años 1333 y 1335 intervino en juntas de teólogos constituidas en Aviñón por los papas Juan XXII y Benedicto XII.  
Fue elegido obispo de Huesca en 1336 jurando la observancia de los estatutos del obispado el 9 de junio de 1340. El 12 de enero de 1337, siendo aún obispo electo Bernat Oliver, y ejerciendo la jurisdicción episcopal dos vicarios generales, canónigos de la catedral de Huesca, se aprobó el estatuto Divisione Præbendarum por parte de todo el capítulo, en que se dividían las rentas de la iglesia en veinte porciones, asignando a cada uno de los veinte canónigos de la iglesia la que le correspondía y el lugar donde debía percibirla, reservando al preboste las décimas de Huesca, Almudévar, Tardienta, Lanaja y otros, para distribuciones y otros gastos comunes. Este estatuto rigió durante cuatro siglos y medio, cuando se abolió por los decretos de Nueva Planta que establece su abolición y la reunión de todas las rentas en una caja común. 
En septiembre de 1340 visitó la iglesia de Jaca y de mutuo acuerdo con el capítulo estableció algunas cosas respecto a su gobierno, según constaba en el Libro de la Cadena del archivo de Jaca. Celebró sínodo en la iglesia de Huesca, en fecha incierta, estableciéndose unas constituciones mencionadas en el Libro de la Cadena. En abril de 1342  hubo un concilio provincial en Zaragoza, al cual asistieron en persona Pedro (arzobispo de Zaragoza), Bernat (obispo de Huesca), Sancho (obispo de Segorbe y Albarracín) y Beltrán (obispo de Tarazona), y mediante procuradores Arnaldo (obispo de Pamplona) y Juan (obispo de Calahorra). En este concilio pidió el obispo Bernat, conjuntamente con los capítulos de Huesca y Jaca, que se restituyera en su iglesia la archidiaconal del Valle de Onsella que se retenía injustamente en la iglesia de Pamplona, obteniendo de esta el canónigo Arnaldo Guillelmo de Gavascona sus rentas y prebendas.
El rey Pedro IV de Aragón lo envió de embajador en 1341 a los reyes Jaime III de Mallorca y Felipe VI de Francia, para restablecer la paz entre los dos monarcas, que combatían entre ellos por el señorío de Montpellier y los vizcondados de Omeladès y Carladès. Explica Zurita que estando el rey Pedro con su armada en Barcelona en 1343 de regreso de conquistar el reino de Mallorca, para ir a los condados de Rosellón y de la Cerdaña con el mismo objetivo, llegó a la ciudad el enviado del papa Clemente VI, el cardenal Roders, en calidad de legado, para mediar una paz entre los reyes Pedro de Aragón y Jaime de Mallorca, y en compañía de este legado don Bernat Oliver. Estos dos enviados del papa trabajaron para posar paz entre los dos reyes, primos y cuñados, durante mucho tiempo obteniendo exiguos resultados, poco más que unas pocas treguas. El rey Pedro tenía la clara intención, que consiguió, de unir el reino de Mallorca a su dominio personal.
A principios del 1345, Bernat fue trasladado de la sede de Huesca (que ocupó durante ocho años) a la entonces Barcelona, donde promovió procesos contra beguinos, aunque al cabo de poco tiempo fue promovido a la de Tortosa, donde celebró sínodo diocesano y falleció a causa de la Peste Negra(1348), siendo sepultado en su catedral. Poco antes fue propuesto para cardenal con el título de San Marcos, término referido por Jerónimo Román de la Higuera en la Crónica de la Orden de S. Agustín, en la centuria décima.La muerte le impidió recibir el capelo. 
De su obra más divulgada (bien que no la más original por el contenido) Excitatorium mentis ad Deum, hay dos traducciones medievales, al castellano y al catalán. La traducción catalana (Excitatori de la piensa a Dios) del siglo XV, anónima, ha sido editada modernamente por Pere Bohigas, y según él «es una de las obras de estilo más perfecto de nuestra antigua literatura».
Trabajos de literatura canónica compuso alguno. Uno inédito incide sobre la decretal "Cum Martha". Otro es el recientemente publicado, "Concordantiae Decretorum cum Biblia" (Ed.crit. M. V. Febrer Romaguera, Valencia, 2019),en que elabora el elenco de las citas bíblicas presentes en el Decreto de Graciano.

## Obras
- Excitatorium mentis ad Deum
- Contra cæcitatem iudæorum
- Expositio canonis missæ
- Constitutiones synodales
- Concordantiæ decretorum cum Biblia
- Tractatus contra Antichristum
- De inquisitione Antichristi (atribuïda)

| Predecesor: Pedro de Urrea | Obispo de Huesca 1 de octubre de 1337-12 de enero de 1345 | Sucesor: Gonzalo Zapata |